# Ghiacciaio Carbutt
Il ghiacciaio Carbutt (in inglese Carbutt Glacier) (65°09′S 62°49′W) è un ghiacciaio situato sulla costa di Graham, nella parte occidentale della Terra di Graham, in Antartide. Il ghiacciaio, il cui punto più alto si trova 904 m s.l.m., è un tributario del ghiacciaio Goodwin nel cui flusso entra poco a est del picco Maddox, vicino alla costa orientale della baia Flandres.

## Storia
Il ghiacciaio Carbutt è stato osservato su una mappa del governo argentino del 1954 e non si sa chi abbia effettivamente effettuato il primo avvistamento del vivo, comunque esso è stato così battezzato nel 1960 dal Comitato britannico per i toponimi antartici in onore di John Carbutt (1832—1905), il fotografo inglese naturalizzato statunitense che nel 1889 brevettò l'utilizzo della celluloide come supporto per l'emulsione fotografica.